# Данські палаци (яйце Фаберже)
Великоднє яйце «Данські палаци» — ювелірний виріб, виготовлений фірмою Карла Фаберже на замовлення російського імператора Олександра III у 1890 році як великодній подарунок для дружини імператора Марії Федорівни. Є одним із серії великодніх яєць Фаберже, виготовлених для російського імператорського двору у 1885—1917 роках. 

## Дизайн
Яйце «Данські палаци» виконане в стилі Людовика XVI. Воно покрите рожевою прозорою емаллю по гільйошованому орнаментом із хрестиків фону і поділене на 12 панелей шістьма вертикальними і трьома горизонтальними смужками із золотого лаврового листя; в точках перетину смужок закріплені смарагди в оточенні чотирьох золотих троянд. Зверху яйця — кришечка в обрамленні із діамантів, прикрашена медальйоном із золотого листя аканта і увінчана сіро-синім зірчастим сапфіром. Медальйон із листя аканта прикрашає також низ яйця.

### Сюрприз
Всередині яйця міститься сюрприз — складна ширма із десяти перламутрових панелей в золотій рамі. Кожна панель стоїть на ніжках з грецькими меандрами, а зверху увінчана вінком із кольорового золота і лавровими гілочками. На панелях аквареллю виконані мініатюри з імператорськими яхтами і улюбленими палацами Марії Федорівни, за походженням данської принцеси Дагмар. Серед них п'ять данських королівських резиденцій:
- Замок Бернсторф, в якому мешкала молода принцеса Дагмар після того, як її батько був названий спадкоємцем короля Фредеріка VII;
- Вілла «Гвідор» у Фреденсборгзькому парку, яку Олександр придбав, щоб відпочивати від своїх свояків;
- Палац Фреденсборг, літня королівська резиденція за 30 км від Копенгагена, де родина майбутньої російської імператриці з дітьми збиралась кожне літо;
- Палац Амалієнборг в Копенгагені, куди Дагмар переїхала, після входження її батька на престол у 1863 році;
- Замок Кронборг поруч з Ельсінором — єдиний, що здається зайвим. Офіційно замок був королівською резиденцією, але з XVIII ст. слугував армійськими бараками. Хоча він був місцем, де відбувалась більша частина подій п'єси Шекспіра «Гамлет».[3]

На трьох панелях зображені палаци Росії:
- Палац «Котедж» у парку Александрія під Петергофом — літня резиденція, яка була передана Марії як весільний подарунок Олександром II;
- Палац «Котедж» в Александрії — вид з іншої сторони;
- Гатчинський палац під Санкт-Петербургом, де Марія отримала яйце і де воно знаходилось до 1917 року.[3]

На крайніх панелях зображені дві імператорські яхти, на яких імператорська родина кожне літо здійснювала подорож Балтійським морем:
- Яхта «Полярна зірка»;
- Яхта «Царівна».[3]

Мініатюри виконані придворним мініатюристом Костянтином Крижицьким, на них стоїть підпис майстра і дата «1889».

## Історія
Олександр III отримав яйце «Данські палаци» від Фаберже 30 березня 1890 року і 1 квітня подарував його дружині Марії Федорівні. Вартість яйця становила 4260 рублів сріблом. У січні 1893 року воно було розміщене в Гатчинському палаці і залишалось там до революції 1917 року. 
У 1917 році, разом з іншими конфіскованими яйцями Фаберже, яйце «Данські палаци» було відправлене до Збройової палати в Кремлі. На початку 1922 року воно було переведене в Раднарком, а влітку 1927 року повернене до Збройової палати. У 1930 році в числі десяти яєць Фаберже було продане через Всесоюзне об'єднання «Антикваріат» Арманду Хаммеру з нью-йоркської галереї Hammer за 1500 рублів, яка у 1935 році виставила яйце на продаж за $25,000. У 1936—1937 роках його придбав Ніколас Людвіг (Нью-Йорк), з 1962 року воно перебувало в приватній колекції в США, в 1972 році перейшло до Фонду Матильди Геддінгс Грей.
Матильда Геддінгс Грей полюбляла подорожі і вперше познайомилася із ювелірними виробами Фаберже у 1933 році на експозиції російського мистецтва Арманда і Віктора Хаммерів на виставці в Чикаго. Вироби Фаберже справили на неї велике враження і вона вирішала зібрати власну колекцію Фаберже. Пошуки привели міс Грей до всіх провідних дилерів Фаберже за довго до того, як вони отримали ту міжнародну увагу, яку мають тепер. Після смерті міс Грей в 1971 році її колекція перейшла до фонду її ім'я. Після великого туру американськими музеями, в 1988 році колекція була передана для експонування в Художній музей Нового Орлеана. Подальші експозиції:
- Березень 2007 — 5 липня 2011 — Ботанічний сад і музей мистецтва Чіквуд[6] (Нашвілл, штат Теннессі);[5]
- З 22 листопада 2011 року — Музей мистецтва Метрополітен (Нью-Йорк).[7]